# 現代發現的巨型動物列表
以下是自19世紀初以來科學發現的巨型動物的列表（以及它們各自的發現日期）。其中一些可能是原住民已知的或已報導的軼事，但是在獲得正式研究的確鑿證據之前還沒有得到科學界的普遍承認。在其他情況下，某些動物最初被認為是惡作劇——類似於在18世紀晚期歐洲的鴨嘴獸標本。
巨型動物的定義各不相同，但此列表包括了一些更值得注意的例子。

## 原本相信已滅絕但又重新發現的巨型動物

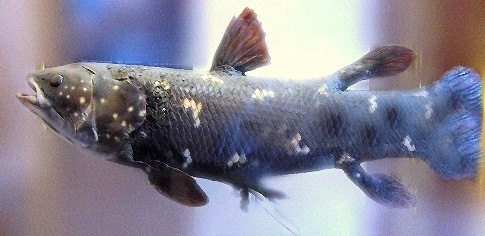
腔棘魚

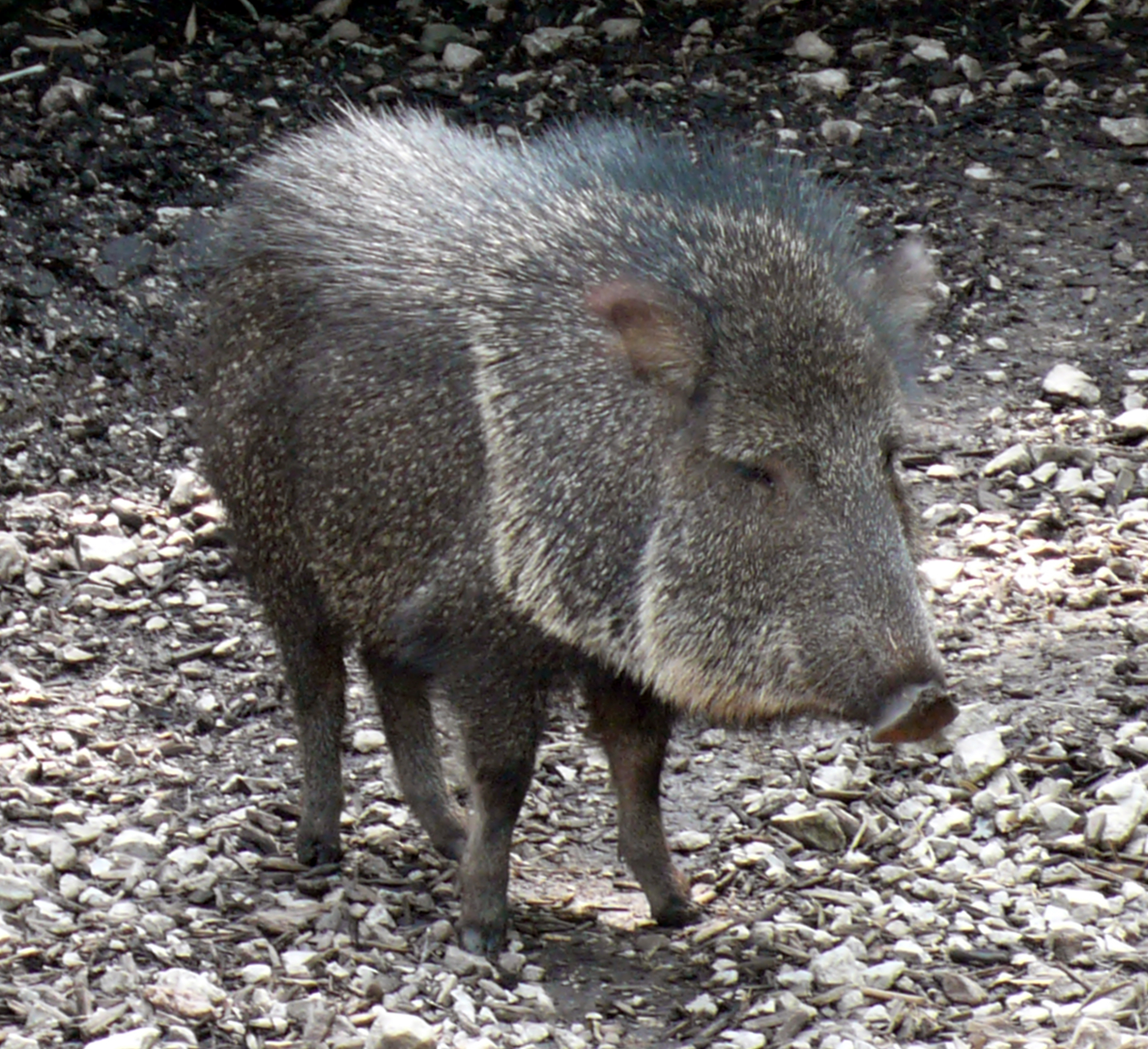
聖路易斯動物園的草原西貒

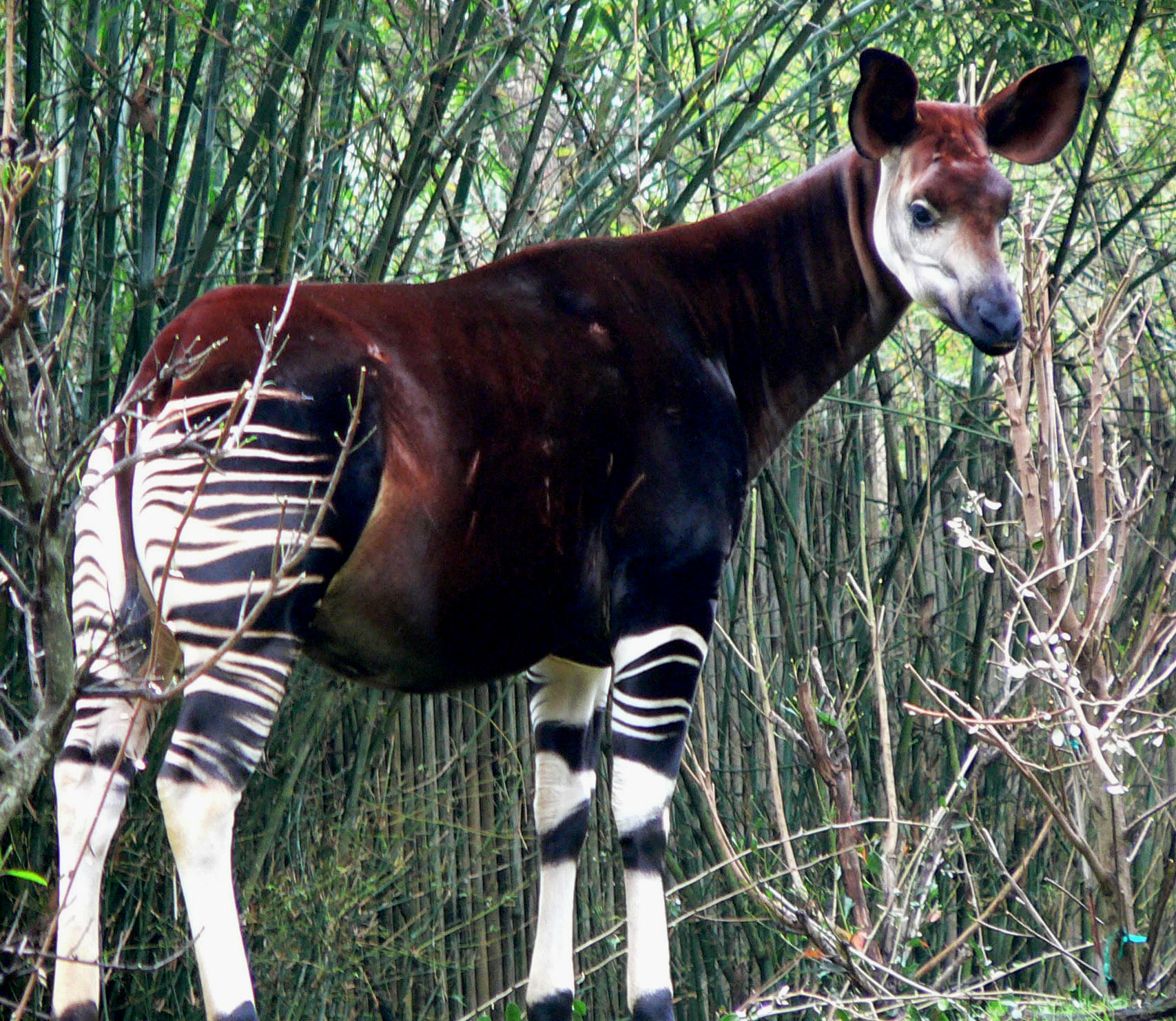
㺢㹢狓

- 腔棘魚 (Latimeria chalumnae), 1938[2]
- 草原西貒 (Catagonus wagneri), 1975[3]
- 白其爾斑馬（英语：Burchell's zebra） (Equus quagga burchellii), 2004[4]

## 過去只有化石記錄的巨型动物
- 西部灰袋鼠 Macropus fuliginosus (1817)
- 馬來貘 Tapirus indicus (1819)
- 紅大袋鼠 Macropus rufus (1822)
- 倭水牛 Bubalus depressicornis (1827)
- 山貘 Tapirus pinchaque (1829)
- 單垂鶴鴕 Casuarius unappendiculatus (1860)
- 七胳膊章魚 Haliphron atlanticus [5][6] (1861)
- 中美貘 Tapirus bairdii (1865)
- 薩氏巨蜥 (1878)[7][8][9][10]
- 山地大猩猩 Gorilla beringei (1902)
- 大林猪 Hylochoerus meinertzhageni (1904)
- 科摩多巨蜥 Varanus komodoensis (1910)[11]
- 倭水牛 Bubalus quarlesi (1910)
- 山薮羚 Tragelaphus buxtoni (1910)
- 大王酸漿鱿 Mesonychoteuthis hamiltoni (1925)
- 倭黑猩猩 Pan paniscus (1928)
- 林牛 Bos sauveli (1937)
- 巨口鲨 Megachasma pelagios (1976)
- 中南大羚 / 雾光牛 Pseudoryx nghetinhensis (1992)[12]
- 越南大麂 Megamuntiacus vuquangensis (1994)
- 大鳍鱿鱼（英语：Bigfin squid） (1998)
- 角島鯨 Balaenoptera omurai (2003) [13]
- 新发现还未命名的幾種双髻鲨 (2004)[14]
- 緬甸金絲猴 Rhinopithecus strykeri (2010)
- 卡波马尼貘 Tapirus kabomani (2013)
- 打巴奴里猩猩 Tapanuli orangutan (2017)

## 最初认为是虛構或騙局的巨型动物
- 大熊猫 Ailuropoda melanoleuca 幾個世紀以來被中國人熟知，但西方人在1869年才發現[15]
- 巨烏賊 Architeuthis dux (1878)（第一次見到活体是在2005年）[16]
- 普氏野马 Equus ferus przewalskii（1881年——當前的野生種群是自1945年動物園繁殖而來的）[17]
- 㺢㹢狓 Okapia johnstoni (1901)
- 还剑鳖 Rafetus leloii (1967)
- 灰北極熊 (2006)[18]

## 狀態不明的巨型动物
- 蘇門答臘麂（英语：Sumatran muntjac） Muntiacus montanus (1918)
- 囊谦马（英语：Nangchen horse） (1993)
- 類烏齊马 (1995) [19]以前不為外界所知的馬，類似石洞壁畫中描绘的馬，發現於西藏一個偏僻的山谷。[19]
- 大西猯（英语：Giant peccary） Pecari maximus (2007)